# 人腦

人的腦和顱骨。

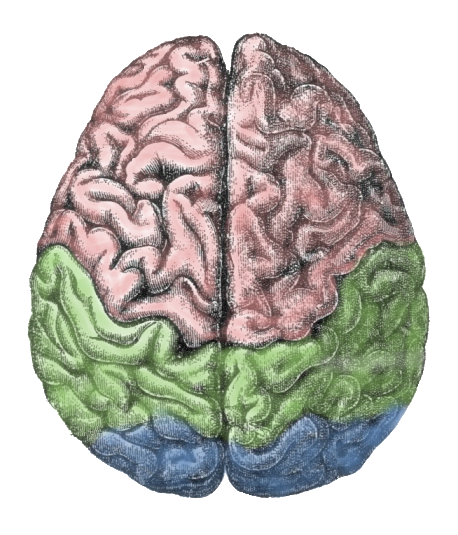
人腦的主要結構：額葉（粉紅色）、頂葉（綠色）和枕葉（藍色）。

人腦分為左右兩個大腦半球，二者由神經纖維構成的胼胝體相連。
人腦和其他哺乳動物的腦結構相似，但是容量卻很不尋常，和人類相同體型的哺乳動物的比較，人的大腦要大得多，智慧的當然代價是更多能量攝取需求，造成很大的生存壓力，許多人類物種因而滅絕，特別是人類在幼兒時期的大腦容量就與成人相似，不過根據考古發現人的腦容量依舊逐漸增大，對於現代人而言一天所吃下的能量有五分之一是由腦部消耗掉的，也導致了人類偏好採取熟食的消化為主。人類的大腦估計已經包含500-1000億個（1011）神經元，其中約100億個（1010）是皮質錐體細胞。這些細胞信號傳遞到對方通過多達1,000,000,000,000,000（1015）突触連接。

## 解剖学结构
人脑可以在形态学上分成下列结构：
- 大脑
  - 额叶
  - 顶叶
  - 枕叶
  - 颞叶
  - 岛叶
- 小脑
  - 小脑蚯
  - 小脑半球
  - 小脑扁桃体
- 脑干
  - 中脑
  - 脑桥
  - 延髓
- 间脑
  - 視丘
  - 下視丘

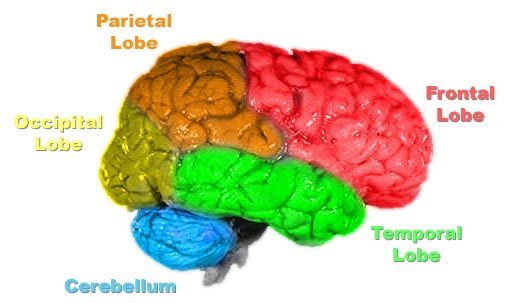
人脑的构造：额叶（红色）、顶叶（橙色）、颞叶（绿色）、枕叶（黄色）、小脑（蓝色）、脑干（灰色）

人脑的核磁共振成像

成人脑通常重达1～1.5千克，体积平均为1,600立方厘米。个人的智商与脑的重量间没有必然的联系，而与细胞间连接的数目和有效性有关。

### 解剖
人脑占头盖内腔的大部分。约占成年人体重的2%即1.2～1.6公斤。人脑的重量男性比女性稍大，并与体重无关。脑含有約140億個神经细胞约占脑细胞十分之一，剩余的九成称为胶质细胞。胶质细胞有为神经细胞提供营养，形成髓鞘增进传导速度，等多种功能。人们常传的“人脑有效使用的部分仅仅占十分之一左右”的说法，即有可能是来自对胶质细胞機能没有完全理解的时代的误解，认为在脑中仅有神经细胞在起作用。
人脑可大体分为大脑、小脑和脑干。大脑又分为端脑与间脑，脑干又分为中脑、脑桥和延髓。这种区分法基于肉眼所见形态。实际上按照胚发生来讲小脑是由脑干分化而来，另外还有人建议，将关系生命維持的間脑划归脑干。
人脑由三層结缔组织膜，即软膜、蛛网膜、硬膜覆盖。軟膜与脑实体表面紧密附着，并与蛛网膜隔开较大的腔隙，称为蛛网膜下隙（subarachnoid space）。蛛网膜下隙被脑脊液（cerebrospinal fluid, CSF）填充。硬膜与蛛网膜之间存在少许间隙，称为硬膜下隙（subdural space），内含少量液体。

#### 大脑
大脑严密意义上指端脑与间脑，但是在神经解剖学以外的领域，通常多用大脑一词指代端脑。故在此若无特别注明，也将大脑指代端脑。

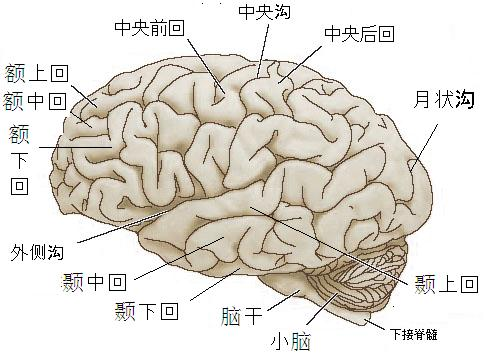
大脑表面的沟回

端脑有左右两个大脑半球（端脑半球）。将两个半球隔开的是称为大脑纵隔的沟壑，两个半球除了脑梁与透明中隔相连以外完全左右分开。半球表面布满脑沟，沟与沟之间所夹细长的部分称为脑回。脑沟并非是在脑的成长过程中随意形成，什么形态出现在何处都完全有规律（其深度和弯曲度因人稍有差异）。每一条脑沟在解剖学上都有专有名称（nomina anatomica）。脑沟与脑回的形态基本左右半球对称，是对脑进行分叶和定位的重要标志。比较重要的脑沟有外侧沟（lateral sulcus）起于半球下面，行向后上方，至上外侧面；中央沟（central sulcus）起于半球上绿中点稍后方，斜向前下方，下端与外侧沟隔一脑回，上端延伸至半球内侧面；顶枕沟（parieto occipital sulcus）位于半球内侧面后部，自下向上。在外侧沟上方和中央沟以前的部分为额叶；外侧沟以下的部分为颞叶；枕叶位于半球后部，其前界在内侧面为顶枕沟，在上外侧面的界限是自顶枕沟至枕前切迹（在枕叶后端前方约4cm处）的连线；顶叶为外侧沟上方、中央沟后方、枕叶以前的部分；岛叶呈三角形岛状，位于外侧沟深面，被额、顶、颞叶所掩盖，与其他部分不同布满细小的浅沟（非脑沟）。
左右大脑半球有各自的称为侧脑室的腔隙。侧脑室与间脑的第三脑室，以及小脑和延脑及脑桥之间的第四脑室之间有孔道连通。脑室中的脉络丛产生脑的液体称为脑脊液。脑脊液在各脑室与蛛网膜下腔之间循环，如果脑室的通道阻塞，脑室中的脑脊液积多，将形成脑积水。广义的大脑的脑神经有，端脑出发的嗅神经，间脑出发的视神经。
大脑的断面分为白质与灰白质。端脑的灰白质是指表层的数厘米厚的称为大脑皮质的一层，大脑皮质是神经细胞聚集的部分，具有六层的构造，含有复杂的回路是思考等活动的中枢。相对大脑皮质白质又称为大脑髓质。
间脑由丘脑与下丘脑构成。丘脑与大脑皮质，脑干，小脑，脊髓等联络，负责感觉的中继，控制运动等。下丘脑与保持身体恒常性，控制自律神经系统，感情等相关。

#### 海马结构
海马结构包括海马和齿状回。在大脑半球的底面中脑两侧，可见海马回。海马回的内侧为海马沟。而沟的上方即为锯齿状的齿状回。从中脑往颞外侧看，可见侧脑室下角底壁有一弓形结构，则为海马。
海马目前被认为是学习记忆和遗忘的重要结构。本达·米勒有一位病人，被称为H.M.。其海马结构受损，导致病人出现前向健忘。即是病人能回忆受伤前的往事，却记不住新学到的知识，而且这种遗忘的本身，也被病人所不知。

#### 小脑

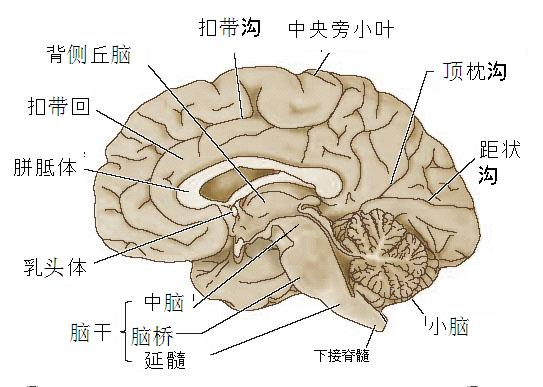
脑的矢状轴切面，从中可以看到各个结构的相对位置

小脑位于脑干的背侧。通过上小脑脚、中小脑脚、下小脑脚等粗纤维束与脑干相连。这三个部位紧密结合要将各自的纤维完全分开十分困难。小脑可分为的正中小脑蟲部、左右的小脑半球、尾側的小脑扁桃。小脑半球的表面同大脑半球存在脑沟和脑回一样拥有小脑沟和小脑回，不过这较脑沟、脑回纤细，变异也很多。小脑半球的截面和大脑半球同样，皮質是灰白質，髄質是白質。因为皮質较厚、髄質看似树枝、所以小脑半球截面被称作Aobor vitae（生命之树、小脑活樹）。

#### 脑干
脑干（brain stem）上接大脑、背靠小脑、尾側与脊髓相连、前側依次分为中脑、桥脑、延髓。小脑和脑干所夹空間称为第四脑室。
- 中脑分布着上丘（参与視覚處理）、下丘（参与听觉处理）、血清胺、多巴胺、正腎上腺素等神经核。中脑存在参与眼球运动以及视觉相关的各种神经核、發出视神经、动眼神经、滑车神经等脑神经。另外背側有贯通第三脑室和第四脑室的中脑水道。

- 桥脑呈鼓起的带状，与小脑连接。發出三叉神经、外转神经、顔面神经、听神经等脑神经。

- 延髓在脑桥和脊髓之間，是司控呼吸等和生命維持相関的植物機能的中枢。传出舌咽神经、迷走神经、副神经、舌下神经。和呼吸、心脏的运动相关。

#### 循环
人脑質量仅占体重2%左右，但血液循環量占心排出量的20%，氧气消費量占全身的20%，葡萄糖的消耗量占全身的25%。这是由于人脑中发生的复杂而活跃的电信号的往来而引起的。这些需求由内颈动脉和椎骨动脉的血流提供。

## 形成

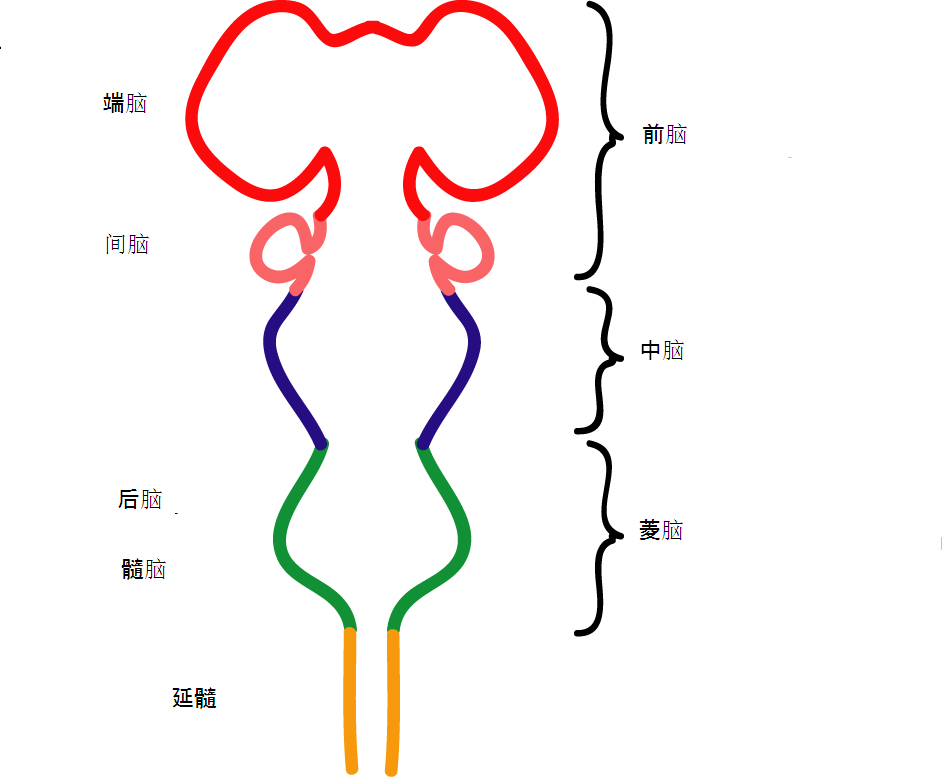
胚胎發育时大脑的示意图

脑来源于胚胎的外胚层（ectoderm）。

## 性别差
男性脑比女性更大更重。出生時由性別引发的差異几乎没有，男女皆为370～400克。成人男性约为1350～1500克、女性1200～1250克、约为体重的2％。另外，脑的大小不能成为智能指标，与智能高低没有關係。
女性存在如月经这样的身体周期性变动。也有人指出与此同时存在精神的周期性變動。支配这样的周期的是从下垂体分泌出的卵胞刺激荷尔蒙和黄体形成荷尔蒙。
男性的脑不存在这样的周期性。这被认为是胎生期从睾丸分泌的睾酮影响所造成的。

## 研究
现在由精神醫學、神经醫學（神經內科）、信息工程学、控制论與医学影像来研究脑部的功能，我们已经得知脑部是一个产生意识、思想和情感的器官。
对在事故中受损的大脑的研究可以为不同区域的不同功能进行定义，例如视觉和听觉的产生和加工处理。而脑部成像技术的出现使得科学家可以在不损害脑部的情况下对脑部进行研究。

## 外部連結
- Brain basics by NIMH
- Atlas of the Human Brain （页面存档备份，存于）
- The Whole Brain Atlas
- Brain Facts and Figures（页面存档备份，存于）
- Interactive Human Brain 3D Tool （页面存档备份，存于）